# Тасманія
Тасманія (англ. Tasmania, палава-кані lutruwita) — штат, розташований на однойменному острові, близько 240 км на південь від Австралії і роз'єднаний з нею Бассовою протокою. До території штату належать деякі ближні острови: Кінг, Фліндерс та Маккуорі. Населення штату 494 520 осіб. Тасманія — найменший штат Австралії, його площа — 68 401 км². Столиця штату — Гобарт. Найбільші міста: Гобарт, Лонсестон, Девонпорт та Берні. Острів Тасманія є структурним продовженням Великого Вододільного хребта Австралії.
За час колонізації корінне населення цього острова повністю знищили англійці (британці).
Береги утворюють численні затоки (Макуорі, Сторм тощо). У рельєфі переважають відособлені крутосхильні плато й нагір'я заввишки 600—1000 м. Низовина Мідлендс, розташована за течією річки Теймар-Макуорі, відокремлює Східне нагір'я (гора Легг-Списів, 1572 м) від Центрального плато гора Осса, 1617 м — найвища вершина Тасманії, у межах якого розташоване озеро Сент-Клер.

## Назва
Острів і штат названі на честь голландського мореплавця Абеля Тасмана, який першим з європейців відкрив острів 24 листопада 1642 року. Сам Тасман назвав острів «Землею Антоні Ван-Дімена» на честь свого покровителя Антоні ван Дімена, губернатора голландської Ост-Індії. Назва була пізніше скорочена англійцями до «Ван-Діменової землі». 1 січня 1856 року острів був офіційно перейменований в Тасманію на честь свого першовідкривача.
Тасманію іноді називають «Дервон» (Dervon), зокрема це назва зустрічається в листі Джо Бірну 1879 року сумнозвісного австралійського бушрейнджера Неда Келлі. Розмовною назвою штату є «Тассі», а іноді і скорочення «ТАС», особливо при використанні в інтернет-просторі. «TAS» також є офіційною абревіатурою штату.

## Географія

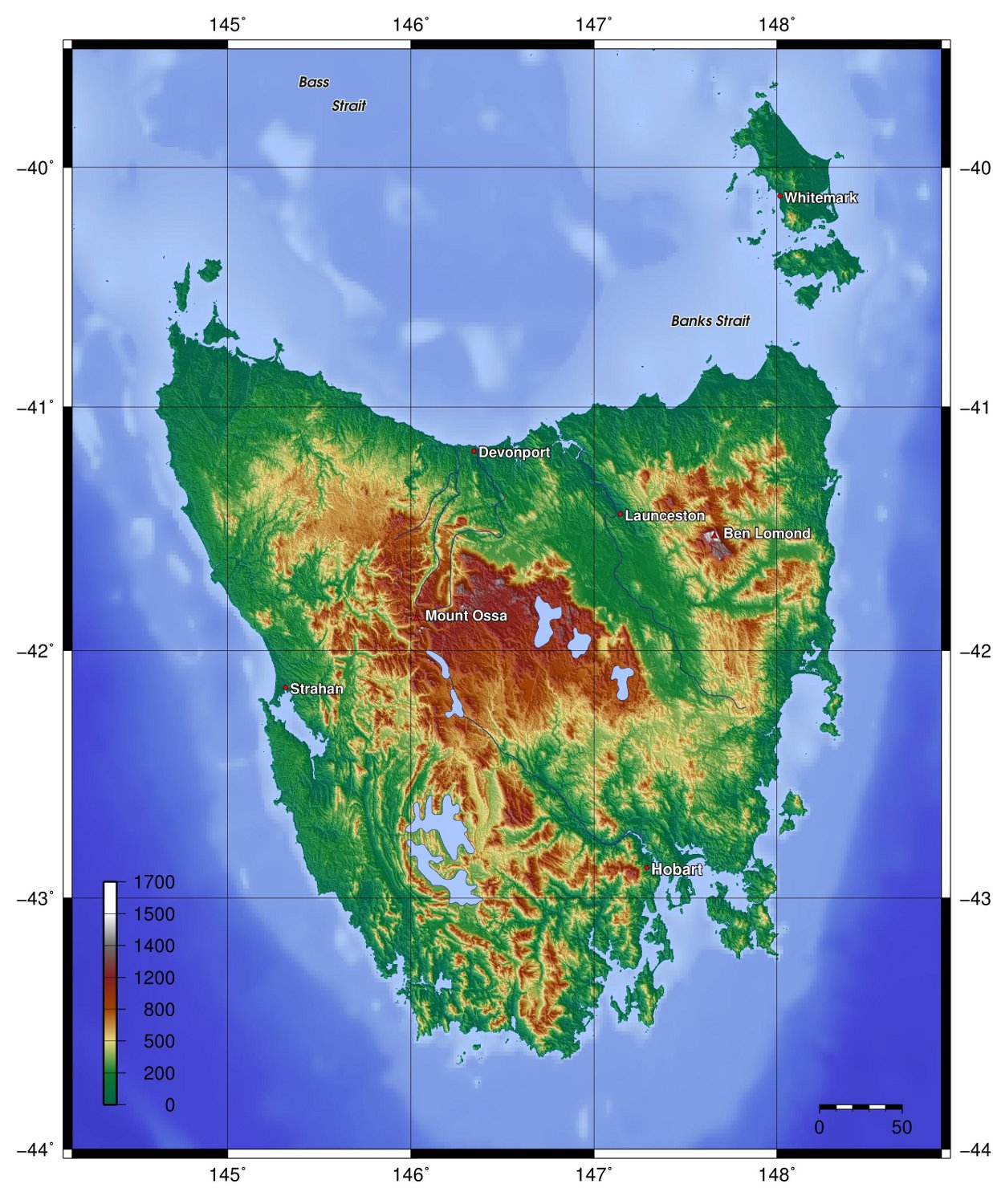
Фізична мапа Тасманії

### Геологія
Найважливіші корисні копалини острова: поліметали і залізняк, олово, мідь, золото тощо.

### Клімат
Клімат на півночі субтропічний, на півдні — помірний, вологий. У місті Гобарт середня температура липня 8 °C, лютого 17 °C. На плато і в горах температура зимових місяців нижче 0 °С. У західній половині випадає більше 1 000 мм опадів на рік (у затоці Макуорі 2 800 мм), в східній — в середньому 600 мм на рік. Простежується сезонність кількості опадів. Їх максимум припадає на зимові місяці.
Абсолютний максимум температури в Тасманії 42,2 °C був зареєстрований 30 січня 2009 року в селищі Скамандер. Мінімальна температура −13 °C була зареєстрована 30 червня 1983 року в селищі Тарралія.

### Внутрішні води
Завдяки гірському рельєфу на острові розташовано багато річок. На річках побудовані ГЕС, що повністю задовольняють потреби штату в електроенергії. Найбільші річки — Саут-Еск (252 км), Дервент (215 км), Артур (189 км), Гордон (186 км) і Х'юон (169 км). На центральному плато багато озер льодовикового походження (Сент-Клер, Дов та інші). Шляхом будівництва гребель площа багатьох озер була значно збільшена і вони фактично перетворилися в водосховища (Грейт-Лейк і Педдер).

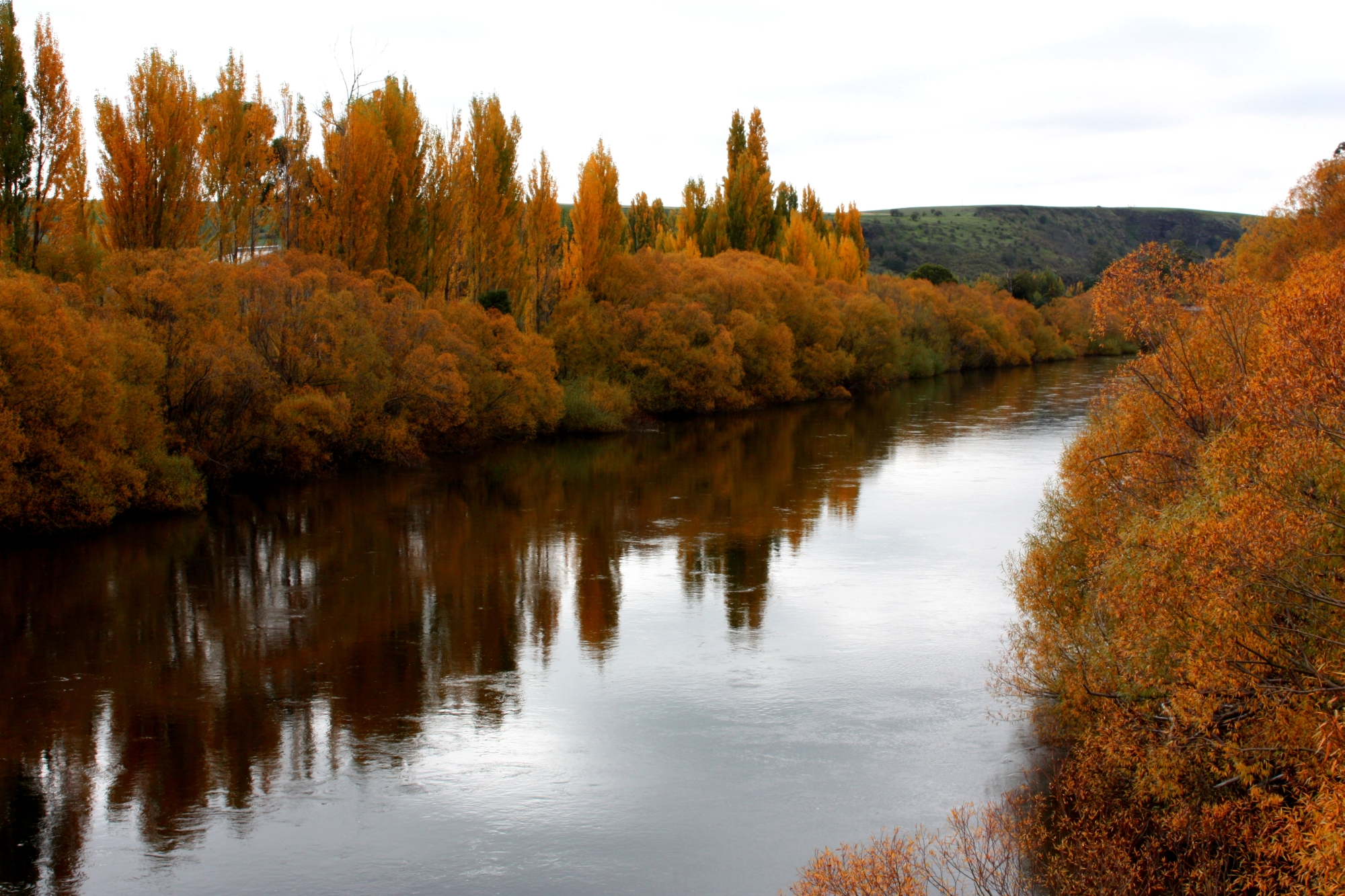
Річка Дервент восени
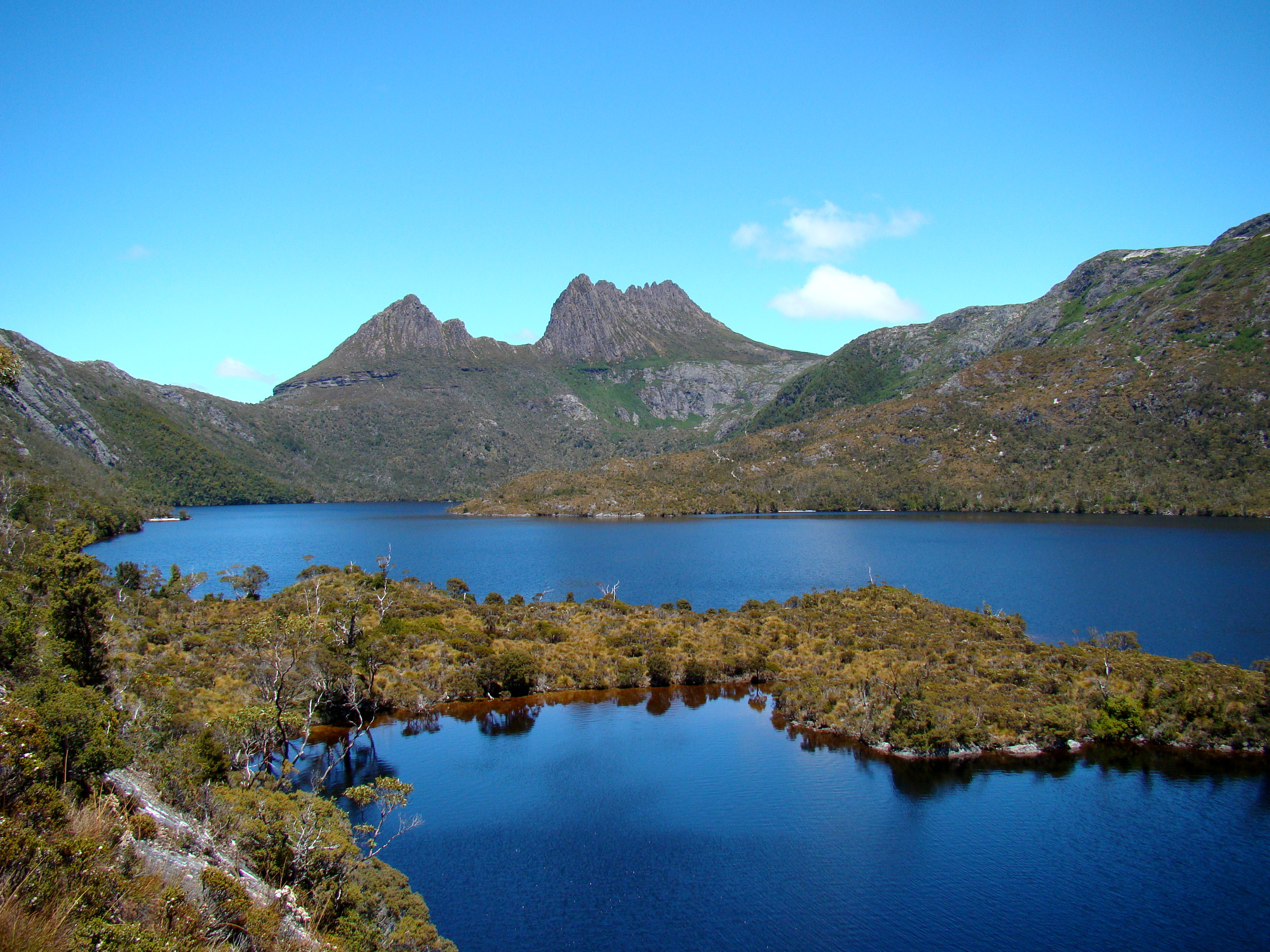
Озеро Дов і гора Крейдл
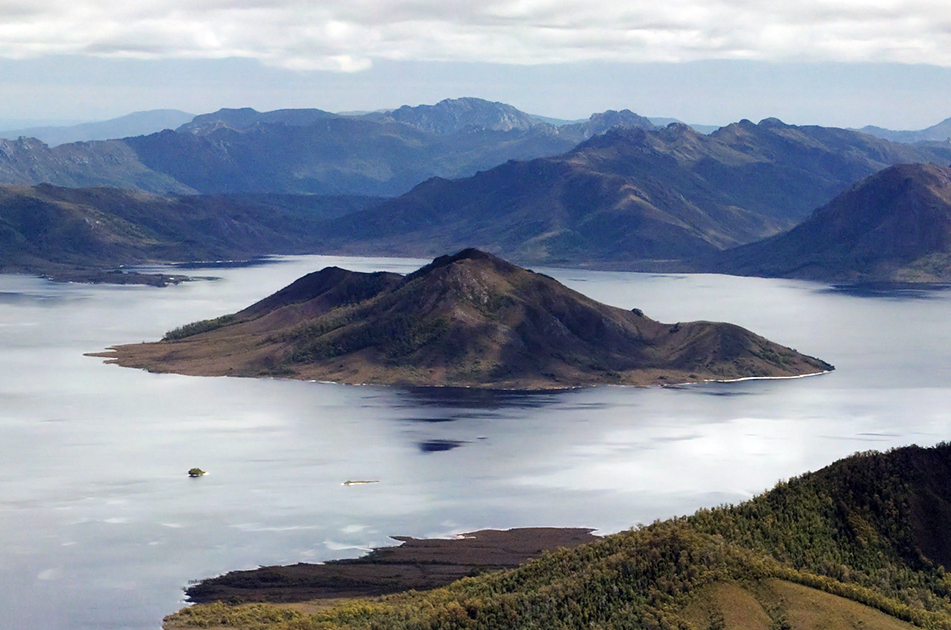
Озеро Педдер
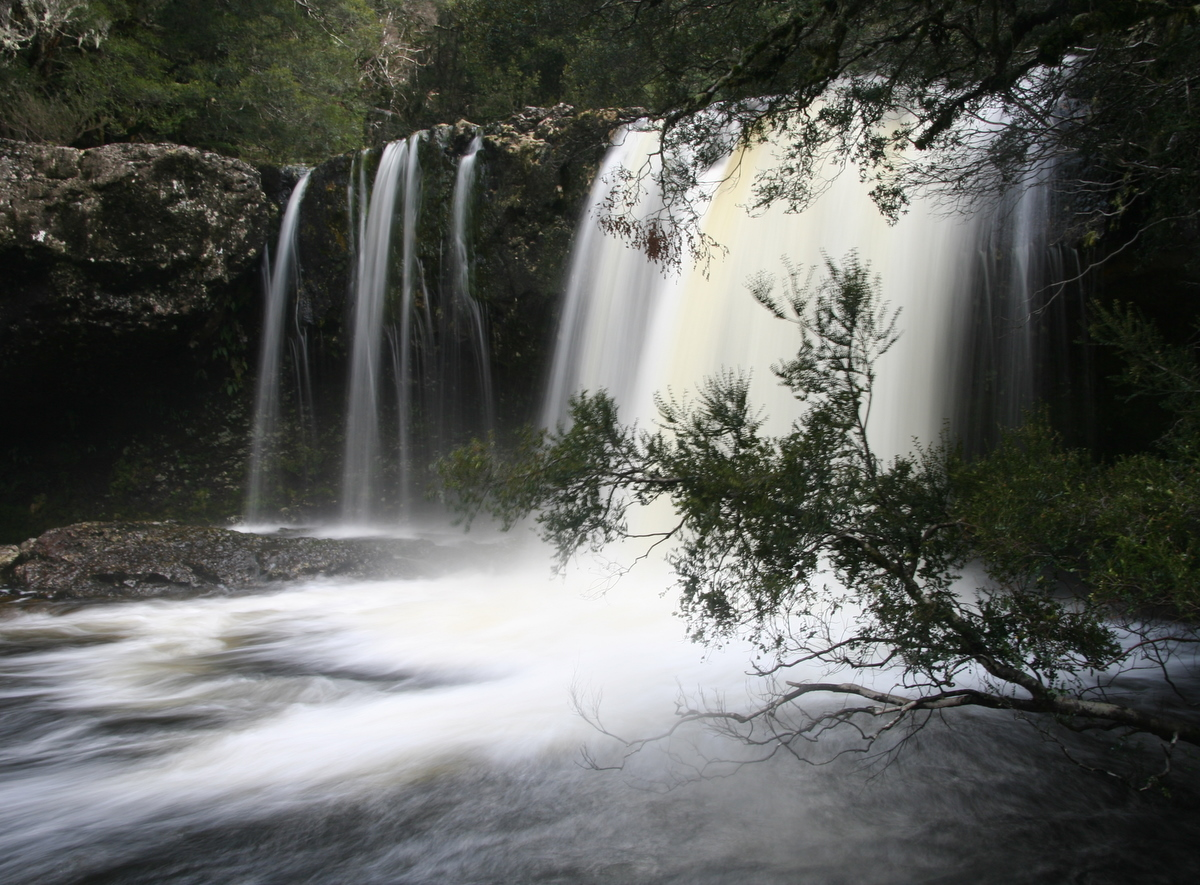
Водограй Кнівет

### Ґрунти й рослинність
На заході Тасманії поширені бурі лісові ґрунти, у горах підзолисті, а на півночі та сході жовтоземи та червоноземи.
Рослинність острова досліджували під час антарктичної експедиції дослідницьких кораблів «Еребус» і «Терор» у 1839—1843 роках під командуванням капітана сера Джеймса Кларка Росса. Вона описана у четвертій частині 6-томного видання Flora Antarctica.
На території острова велике розмаїття рослинного та тваринного світу. Велика кількість рослин та тварин є ендеміками. Але багато видів рослин пов'язані з видами в Південній Америці і Новій Зеландії через предків, які росли на суперконтиненті Гондвана 50 мільйонів років тому. 44 % території Тасманії покрито лісом. Річки наповнюються за допомогою дощової та талої води, які живлять ліси, де ростуть евкаліпти, миртові, сассафрас.

### Тваринний світ
Тільки на Тасманії живе тасманійський диявол, вид хижих сумчастих ссавців, єдиний сучасний представник роду Sarcophilus. Після того, як 1936 року на острові вимер тилацин, тасманійський диявол залишився найбільшим хижаком Тасманії. У річках та озерах є багато форелі.
Для охорони природи створені національні парки Крейдл-Маунтин-Лейк-Сент-Клер, Волс-оф-Джерусален, Бен-Ломонд, Гори Гарц, Маунт-Філд, Південно-Західний національний парк і заповідна зона Сентрал-Плато. Загалом національні парки займають 21 % території острова.

## Населення

### Міста
Гобарт — найбільше місто і столиця штату, великий промисловий, торговий і культурний центр, найбільший морський порт острова. Місто розташоване на берегах глибокого скелястого естуарію річки Деруент. Архітектура міста здебільшого староанглійська, більшість будівель невисокі, прикрашені вежами й верандами, що огороджені чавунними решітками. Навколо будинків розбивають сади й квітники. Промисловість міста представлена підприємствами текстильної, харчової, деревообробної галузей; у передмісті комплекси кольорової металургії. У місті працює університет, науково-дослідні центри, бібліотеки та геологічна служба.

Міста штату
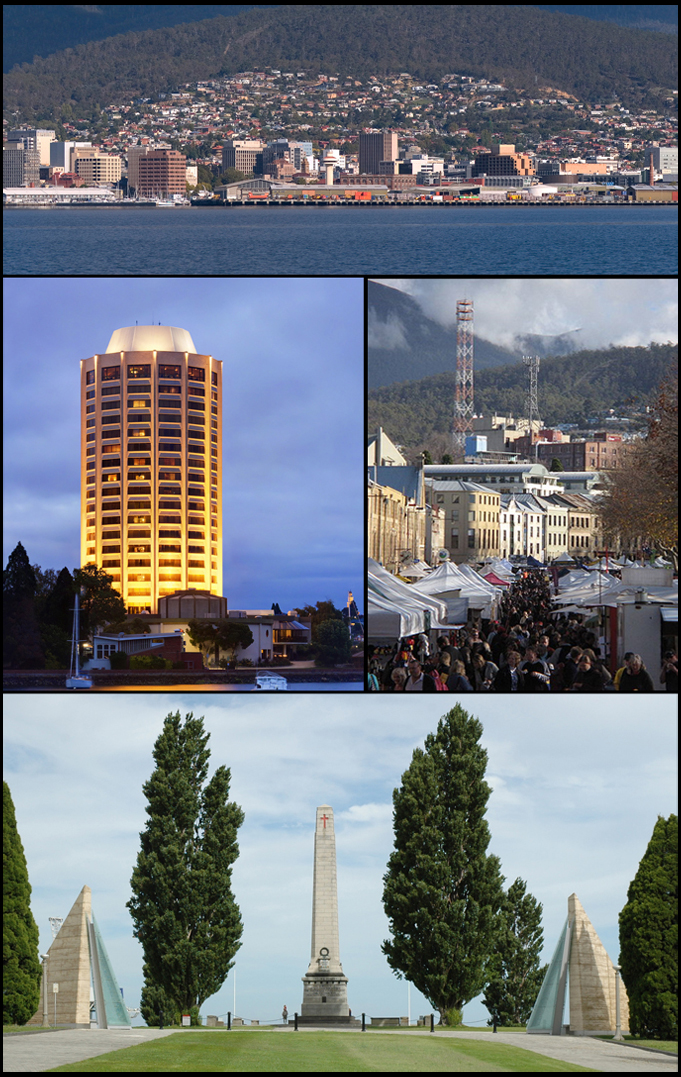
Гобарт
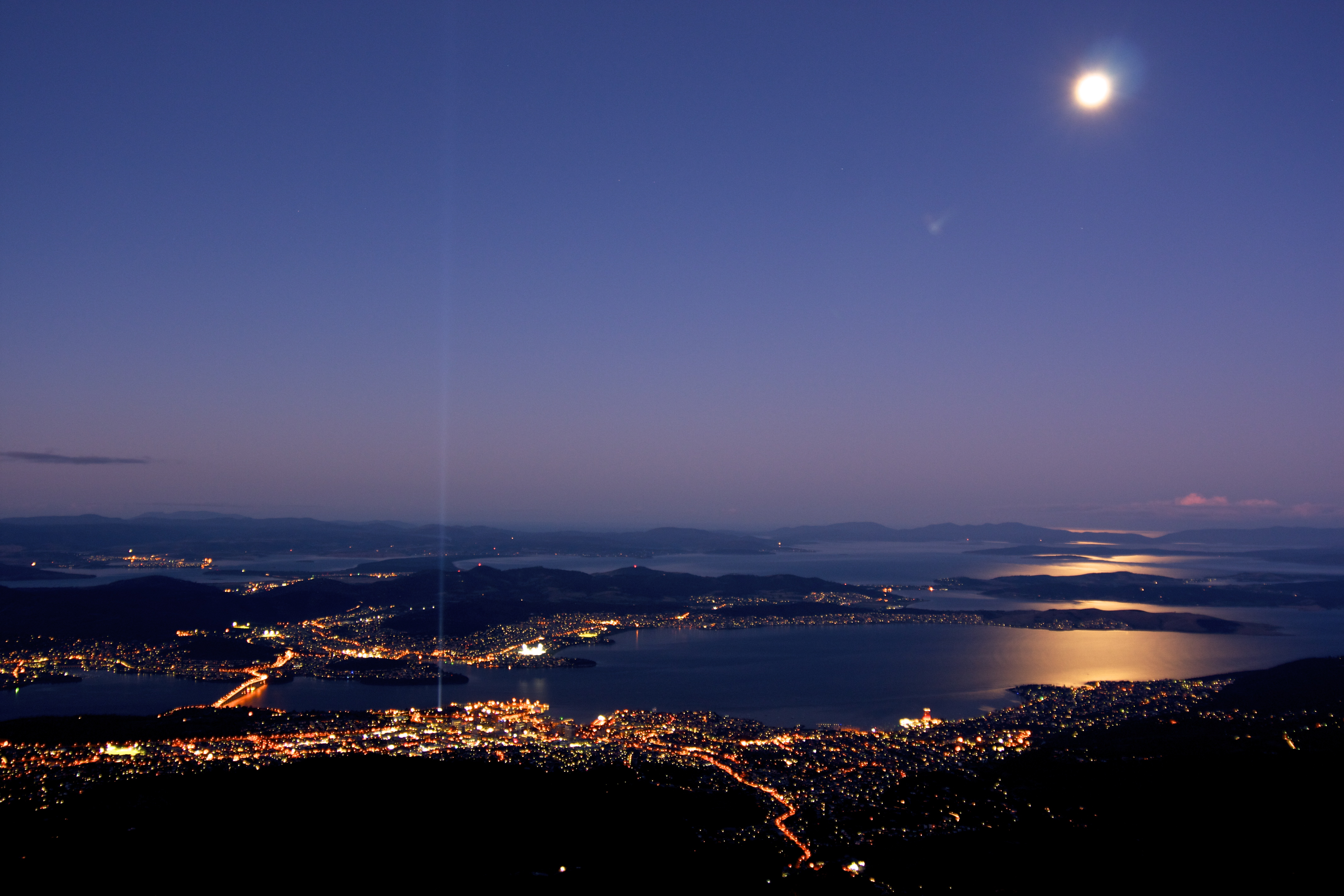
Гобарт вночі
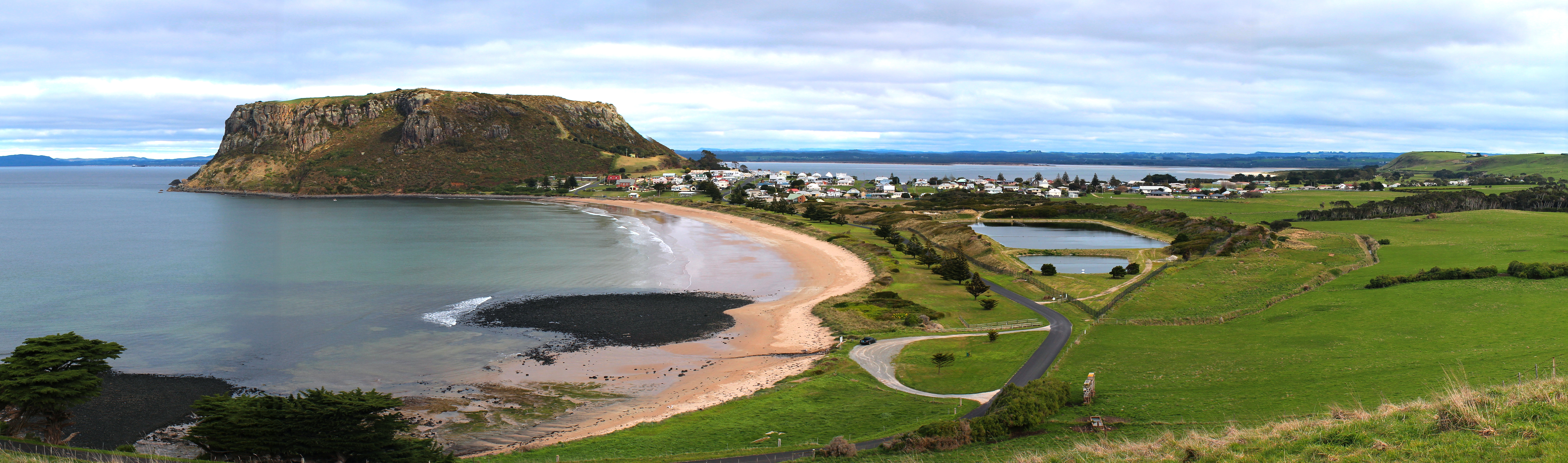
Стенлі
Порт-Артур
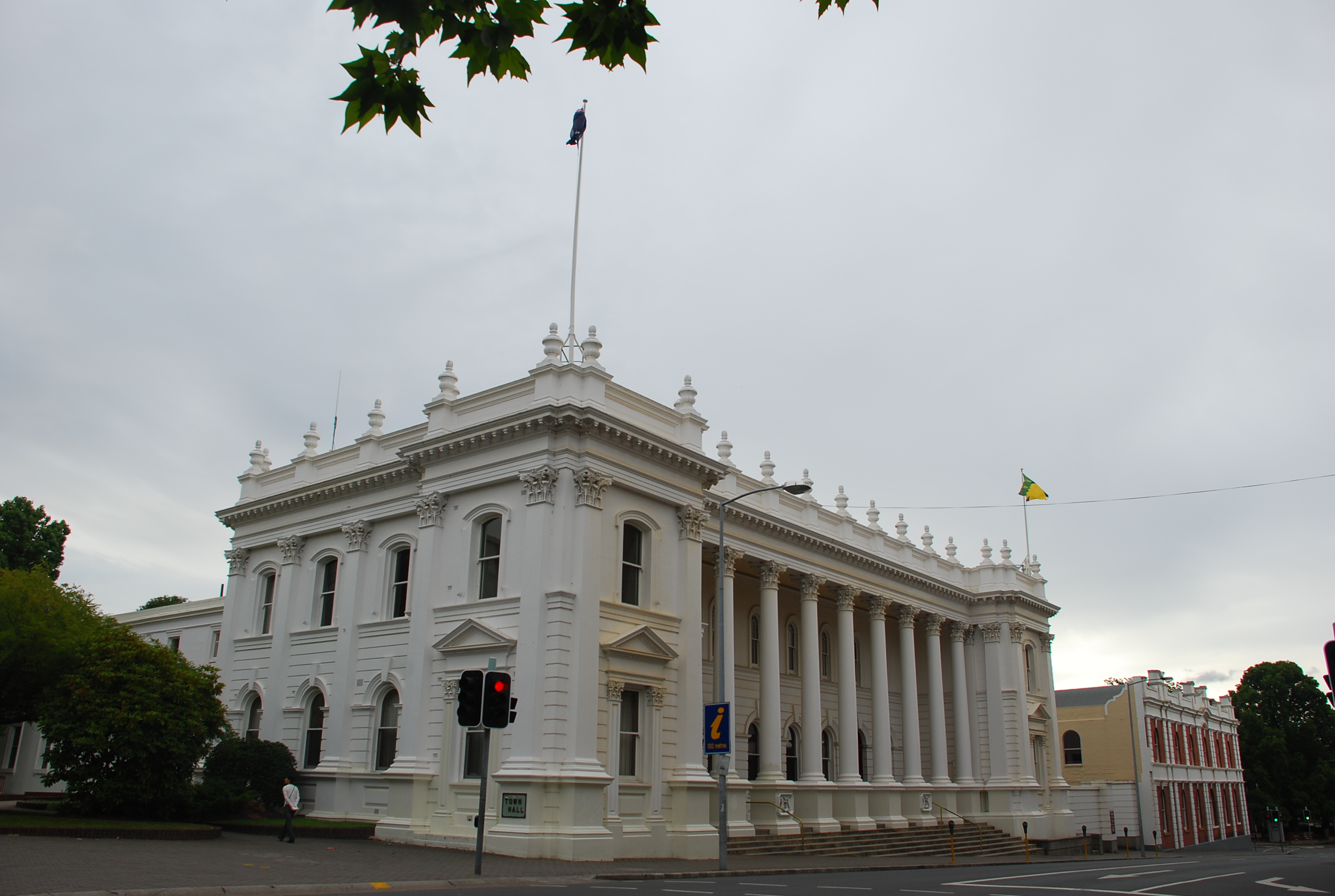
Мерія Лонсестона

## Економіка

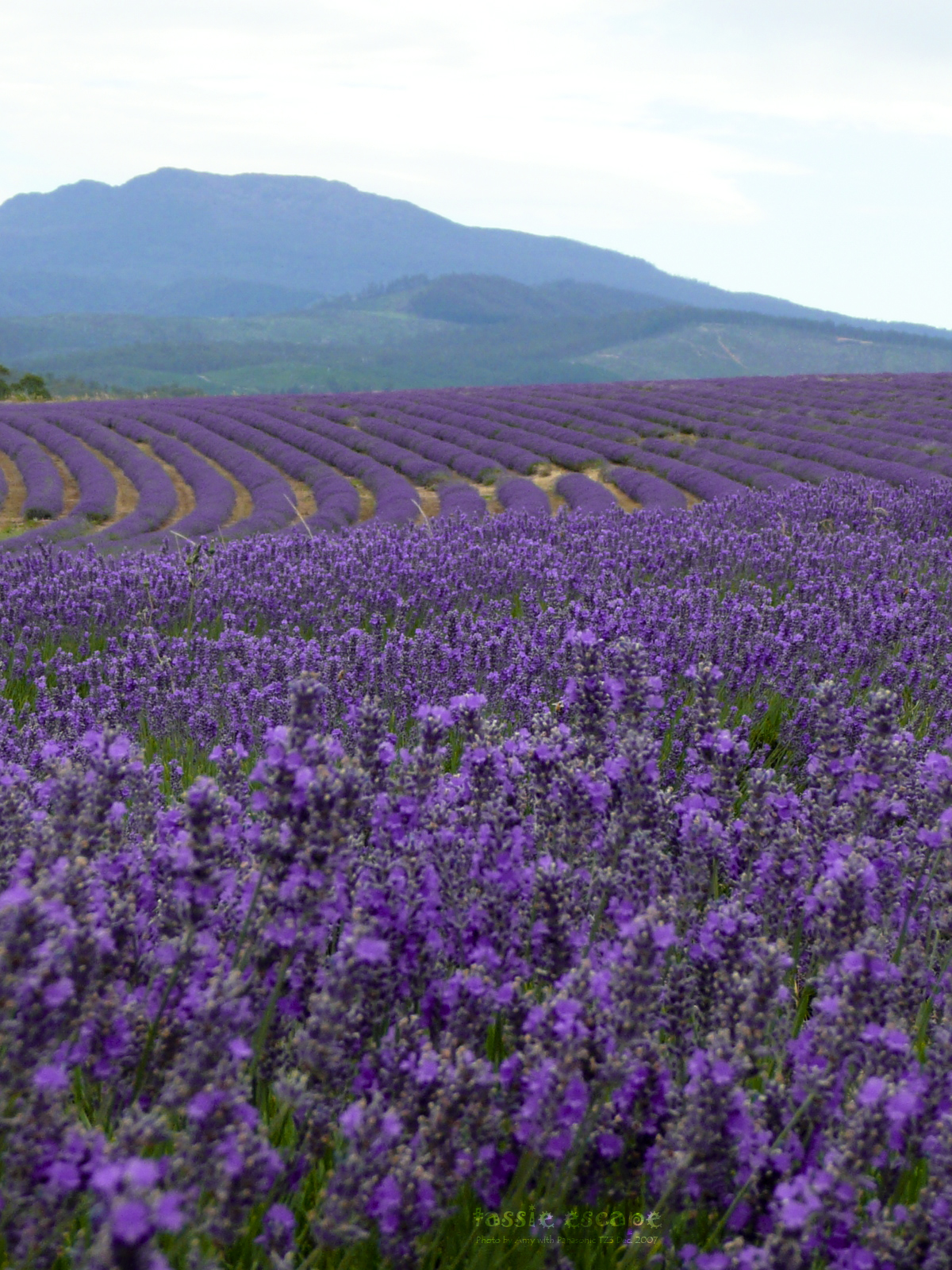
Ферма з вирощування лаванди

Традиційно основними галузями Тасманії є видобуток (включаючи мідь, цинк, олово та залізо), сільське господарство, лісове господарство та туризм. У 1940-х та 1950-х роках ініціатива гідроіндустріалізації була втілена в державі Hydro Тасманія. Усі вони мали різні статки протягом останнього століття і більше, беруть участь у відливах і потоках населення, що переміщуються всередину та вдалину, залежно від конкретних вимог домінуючих галузей того часу. [Потрібна цитата] Держава також має велику кількість продуктів харчування експортні галузі, включаючи, але не обмежуючись ними, морепродукти (такі як атлантичний лосось, абалон та раки).
У 1960-1970-х роках відбувся спад традиційних культур, таких як яблука та груші, з часом на їх місці зросли й інші культури та галузі. Протягом 15 років до 2010 року Інститут сільського господарства Тасманії підтримував нові сільськогосподарські продукти, такі як вино, шафран, піретрум та вишня.
Сприятливі економічні умови по всій Австралії, дешевші ціни на проїзд та два нові пороми Духу Тасманії сприяли тому, що зараз зростає туристична галузь.
Близько 1,7 % населення Тасманії зайнято органами місцевого самоврядування. Інші основні роботодавці включають Nyrstar, Norsko Skog, Grange Resources, Rio Tinto, Римсько-католицьку архієпархію Хобарта та Federal Group. Малий бізнес є великою частиною життя громади, включаючи Інкат, Moorilla Estate та Тассал. Наприкінці 1990-х рр. Ряд національних компаній створили свої кол-центри в державі після отримання дешевого доступу до широкосмугових волоконно-оптичних з'єднань.

34 % тасманійців покладаються на соціальні виплати як їх основне джерело доходу. Це частково пояснюється великою кількістю літніх жителів та пенсіонерів у Тасманії, які отримують пенсію за віком. Завдяки своєму природному середовищу та чистому повітрю, Тасманія є загальним вибором пенсій для австралійців.

## Символи штату
- Квітка: Eucalyptus globulus
- Тварина: Тасманійський диявол
- Птах: Anthochaera paradoxa
- Мінерал або дорогоцінне каміння: Крокоїт
- Кольори: Темно-зелений, червоний і золотий